# Книга на пророк Михей
Книга на пророк Михей е книга от Стария завет на Библията, шестата от книгите на 12-те малки пророци в Библията, разглеждаща пророчествата на Михей – пророк от 8 век пр.н.е. от село Мореснет в Юдея.
Книгата има три основни подразделения, глави 1 – 2, 3 – 5 и 6 – 7 с модел на редуващи се съобщения за гибел и изрази на надежда във всяка глава. Михей упреква несправедливите лидери, защитава правата на бедните срещу богатите и могъщите и очаква с нетърпение свят в мир, съсредоточен върху Сион под ръководството на нов монарх на Давид.
Обвиненията на Михей за социална несправедливост и религиозна поквара възраждат темата за Амос и тази на неговите съвременници. Въпреки че на него се гледало като на пророк, той избягвал тази титла, защото искал да се отдели от професионалните пророци. Неговите пророчества особено оплакват лошото социално положение на дребните фермери и граждани, които са били потискани от държавата и нейния бюрократичен апарат, за да си осигурят тяхното препитание.
В книгата на Йеремия е засвидетелствано, че словото на Михей е било чуто и че неговото послание е допринесло за реформата на Езекия (Йеремия 26:18). Някои учени предполагат, че книгата на Михей е редактирана по-късно, докато други предполагат, че Михей сам я е написал.
Пророчеството в книгата не е изпълнено по времето на Михей, но сто години по-късно, когато Юдея е изправена пред подобна криза с Нововавилонско царствоНововавилонското царсто. Тогава пророчествата на Михей са преработени и разширени, за да отразят новата ситуация. Още по-късно, след като Йерусалим все пак попада под властта на Вавилонската империя, книгата е преработена и разширена допълнително, за да отразява обстоятелствата в края на изгнанието и след изгнанието.

## Структура
Книгата на Михей може да се раздели на три основни части
- Осъждане на народите и техните лидер
- Възстановяване на Сион (глави 4 – 5, преди и след изгнанието);[5]
- Божият иск срещу Израел и израз на надежда (глави 6 – 7).

В тази широка структура от три части има поредица от редуващи се пророчества и обещания за възстановяване :
- 1.1 Адресиране
- 1.2 – 2.11 Пророчества за осъждане
- 2.12 – 13 Пророчества за възстановяване
- 3.1 – 12 Пророчества за осъждане
- 4.1 – 5.15 Пророчества за възстановяване
- 6.1 – 7.6 Пророчества за осъждане
- 7.7 – 20 Пророчества за възстановяване